# Batalla de Timbrea
La batalla de Timbrea fue un enfrentamiento decisivo librado entre el ejército lidio del rey Creso y el ejército del rey persa Ciro II el Grande, a finales del año 547 a. C. (546 a. C. según otra datación posible). La frontera lidia, para entonces, ya había sido reducida debido a la batalla de Pteria. Los lidios combatieron a los persas en proporción 3 a 1, venciendo los segundos en las planicies al norte de Sardes, obligando al contingente lidio a refugiarse en esta ciudad que cayó junto al resto del reino en el mismo año, tras el llamado Asedio de Sardes que duró 14 días.
Según el historiador Ctesias, Ciro II el Grande utilizó camellos en la batalla, haciendo montar a dos personas en cada uno, defendiéndose las espaldas mutuamente.